# Radu z Afumați

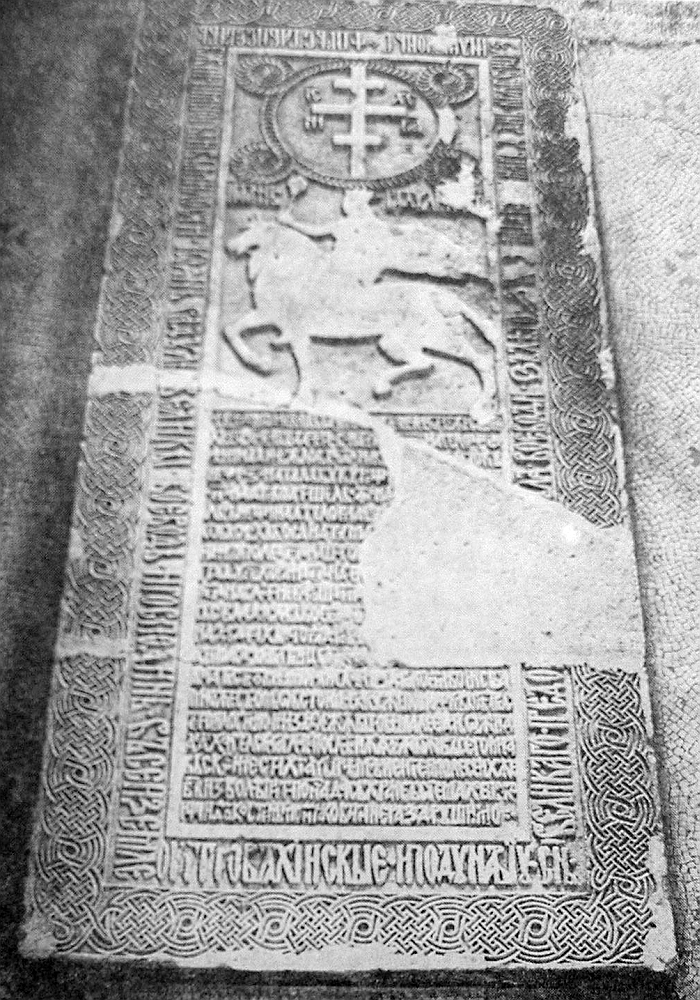
Płyta nagrobna Radu de la Afumați

Radu V z Afumați (rum. Radu de la Afumați; zm. 2 stycznia 1529) – hospodar Wołoszczyzny w latach 1522–1523, 1524, 1524-1525 i 1525-1529 z dynastii Basarabów.
Był synem hospodara wołoskiego Radu IV Wielkiego. Czterokrotnie obejmował tron wołoski w latach 1522-1529, początkowo na krótkie okresy. Korzystając ze wsparcia lokalnych bojarów walczył z hospodarami narzucanymi przez Imperium Osmańskie. Pogodzony z najpotężniejszą wówczas na Wołoszczyźnie rodziną bojarską Craiovești na dłużej zasiadł na tronie w 1525. Został wówczas zatwierdzony przez Turków za cenę podwyższenia rocznego haraczu im płaconego (dalsze pozostawanie w opozycji wobec Imperium Osmańskiego straciło sens po klęsce Węgier w bitwie pod Mohaczem, 1526). W styczniu 1529 Radu został zamordowany przez bojarów.
Jego synem był hospodar wołoski Radu VIII Eliasz.